# 大戸浦野氏
大戸浦野氏（おおどうらのし）は、武家だった日本の氏族。戦国時代において上野国吾妻郡大戸地区に拠った国衆であり、主に箕輪長野氏や武田氏に仕えた。本拠は大戸平城。

## 出自
本貫地は信濃国小県郡浦野荘とされ、同地に拠った滋野一族根津氏流の浦野氏と同族であるとされる。但し、浦野本家との具体的な血縁関係や大戸浦野氏の成立過程は判然とせず、検討の余地が大きい。名字は「浦野」だが地名をとって「大戸」と称することも多く、「大戸氏」とも呼称される。家紋は『関東幕注文』より六文銭とされる。

## 来歴

### 室町期、箕輪長野氏への従属
大戸浦野氏が史料上に登場するのは永正6年（1509年）9月であり、連歌師の柴屋軒宗長が大戸の浦野三河守の元を訪れている。同10年（1513年）4月に箕輪・室田を拠点とする長野憲業に大戸城を攻められ、以後大戸浦野氏は長野氏に政治・軍事的に従属したとされる。
大戸浦野氏は箕輪長野氏の同心に編成され、長野氏の元で関東管領・山内上杉氏、後北条氏に仕えた。永禄3年（1560年）の長尾景虎（上杉謙信）による関東侵攻でも寄親である長野業政に同調し、『関東幕注文』にも「箕輪衆」の一員として「大戸中務少輔」の名前が確認できる。

### 武田氏への従属
永禄4年（1561年）末より武田信玄による西上野侵攻が行われると、大戸浦野氏の惣領とみられる浦野中務少輔（後の浦野真楽斎）は遅くとも翌5年（1562年）5月までに同郡の国衆・鎌原重澄を通じて武田氏に従属した。同月に中務少輔は長野氏領である権田・室田に攻め入り、長野三河入道を討ち取り、武田氏への忠勤を示した。真楽斎は同10年（1567年）に武田信玄より「三島・山県・権田・三蔵・水沼・岩氷」を所領宛行され、本領である大戸地区の他に旧長野氏領であった榛名山南麓の烏川流域も支配下に組み込んだ。
武田氏配下の大戸浦野氏は『甲陽軍鑑』によると10騎を率いており、これは上野先方衆の中では一番少ない動員数である。大戸浦野氏の領主的規模はそれほど大きいものではなかったが、本拠となる大戸城が岩櫃城と並ぶ吾妻郡の重要拠点であったため、武田氏から拠点防衛のための軍勢が派遣されるなど重要視された。武田氏への取次ははじめは甘利昌忠、後に内藤昌秀・真田昌幸が務めた。
その後も大戸浦野氏の一族は武田氏の箕輪城攻撃をはじめとする各地の合戦に参加し、同12年（1569年）の後北条氏との三増峠の戦いで真楽斎の弟・民部右衛門尉が討ち死にした。浦野真楽斎・弾正忠父子も東海地方を転戦し、弾正忠は天正9年（1581年）の高天神城攻防戦で戦死した。

### 武田氏滅亡後
天正10年（1582年）3月に武田氏が滅亡すると、浦野真楽斎ら大戸浦野氏は上野国衆・安中七郎三郎を通じて織田氏に従属し、関東に赴任してきた滝川一益の配下となった。その後天正壬午の乱にて真楽斎は北条氏邦を通じて後北条氏に従属した。10月には吾妻郡に勢力を誇る真田昌幸が後北条氏に敵対し、北条氏直より真楽斎に真田氏の離反を伝えられている。
しかしその後同12年（1584年）2月までに大戸浦野氏は後北条氏から離反し、3月には北条氏邦によって大戸城を攻略された。この時大戸浦野氏が上杉景勝に転じたという説と、真田昌幸に同調して攻められたという説がある。『加沢記』では真田氏に通じた真楽斎・但馬守兄弟が後北条氏に攻められ手子丸城で討死したとされる。以後大戸浦野氏の動向は確認できなくなり、没落したものとされる。氏邦重臣・斎藤定盛によって大戸地区は直接支配されている。

## 主な人物
- 浦野真楽斎：永禄年間から天正年間までの大戸浦野氏当主。妻は長野業政の娘。斎藤憲広の妹も妻とも伝わっているが、世代が合わないともされる[4]。
- 浦野弾正忠：天正年間の大戸浦野氏当主。真楽斎の嫡男。妻は海野幸光の娘。天正6年（1578年）までに家督を継ぐが、同9年に高天神城で戦死する。死後再び父が家督を務める。

## 関連城郭
- 大戸平城（東吾妻町大戸字平城）：大戸浦野氏の本拠とされる平城[3]。東側に草津街道が通る交通の要衝である。
- 手子丸城（東吾妻町大戸字城山）：大戸浦野氏の本拠ともされるが、規模からして戦国大名による築城ともされる[3]。『加沢記』で真楽斎が戦死したとされる場所。
- 須賀尾城（東吾妻町須賀尾字城山）：鷹繋城とも。大戸浦野氏家臣の丸山勘解由・高橋丹波が守った[5]。北方にある草津街道の須賀尾峠を監視する位置にある。
- 三島根小屋城（東吾妻町三島字根古屋）：三島を本拠とした大戸浦野氏の一族の居城[6]。
- 権田城（高崎市倉渕町権田字鉄火）：真楽斎弟・但馬守の居城と伝わる[7]。永禄期に大戸浦野氏が烏川流域に進出した際に支配下となった。
- 三ノ倉城（高崎市倉渕町三ノ倉）：『加沢記』で天正12年に大戸浦野氏が後北条軍を迎え撃ったとされる場所[8]。